# Vouillé, Vienne
Vouillé là một xã, tọa lạc ở tỉnh Vienne trong vùng Nouvelle-Aquitaine, Pháp. Xã này có diện tích 33,95 km², dân số năm 2006 là 3200 người. Xã nằm ở khu vực có độ cao trung bình 80 m trên mực nước biển. Dân địa phương danh xưng tiếng Pháp là Vouglaisiens ou les Vogladiens.

## Biến động dân số
| 1962                                         | 1968 | 1975 | 1982 | 1990 | 2006 | 2006 |
| -------------------------------------------- | ---- | ---- | ---- | ---- | ---- | ---- |
| 1414                                         | 1456 | 1788 | 2380 | 2574 | 2774 | 3200 |
| Số liệu từ năm 1962: Dân số không tính trùng |      |      |      |      |      |      |